# Guy Sigsworth
Allan Arthur Guy Sigsworth (* 14. června 1968) je britský hudební producent, společně se zpěvačkou, skladatelkou a producentkou Imogen Heap bývalý člen kapely Frou Frou.
V 70. letech byl žákem Leeds Grammar School, kde on a jeho kapela vystoupili v památné verzi písně Red House, která skončila předčasně, když si zle pořezal ruku o činel.
Sigsworth začal svoji kariéru prací se Sealem na jeho prvním albu Seal, kde se podílel na čtyřech skladbách. Zpěváka potkal v sousedním londýnském bytě. Poté založil elektronickou kapelu s názvem Acacia, která vydala album Cradle u vydavatelství Warner Bros.. Odtud pokračoval spoluprací s řadou společně smýšlejících hudebníků, pracoval s Timem Simenonem (Bomb the Bass), Talvinem Singhem, francouzským producentem Hectorem Zazou a islandskou zpěvačkou Björk.
Sigsworth se poprvé dočkal uznání kritiků za svoji práci na albu Björk z roku 1995 s názvem Post, stejně tak za Homogenic z roku 1997 a později Vespertine. V roce 1998 byl Sigsworth představen Imogen Heap, která podepsala smlouvu s nyní zaniklou společností Almo Sounds. Díky své práci s Björk byl vybrán, aby pomohl Heap nahrát a produkovat její první album iMegaphone. Rovněž pracoval na elektronických albech skupiny Lamb.
Sigsworth pracoval také na undergroundovém albu skupiny Mandalay, které, i když nezískalo velkou popularitu, zaujalo Madonnu. Po poslechu nahrávky kontaktovala Sigswortha a výsledkem bylo What It Feels Like for A Girl, které Madonna spolunapsala, produkoval Sigsworth, Madonna a Mark "Spike" Stent. Píseň byla vydána na albu Music (2000) a v dubnu 2001 vyšla i jako singl.
Roku 2006 se podílel na albu norské umělkyně Kate Havnevik s názvem Melankton, spoluprodukoval i její album z roku 2011 You.
V roce 2007 produkoval Sigsworth v Los Angeles a Londýně album Flavors of Entanglement od Alanis Morissette, které vyšlo 10. června 2008.
Podílel se i na albu Britney Spears z roku 2008 s názvem Circus.